# Нижня Султановка
Нижня Султановка (рос. Нижняя Султановка) — село у Володарському районі Астраханської області Російської Федерації.
Населення становить 452 особи (2010). Входить до складу муніципального утворення Султановська сільрада.

## Історія
Населений пункт розташований на території українського етнічного та культурного краю Жовтий Клин. Згідно із законом від 6 серпня 2004 року органом місцевого самоврядування є Султановська сільрада.

## Населення
| 2002 | 2010 |
| ---- | ---- |
| 428  | ↗452 |